# Themara maculipennis
Themara maculipennis är en tvåvingeart som först beskrevs av John Obadiah Westwood 1847.  Themara maculipennis ingår i släktet Themara och familjen borrflugor. Inga underarter finns listade i Catalogue of Life.